# Мальпигиевы волоски
Мальпи́гиевы волоски́ — одноклеточные тонкие, почти прозрачные волоски, прикреплённые к растению с помощью коротких, расположенных примерно по центру ножек. Эти ножки легко обламываются, а потому волоски впиваются в кожу человека и животного при малейшем прикосновении к растению.
Мальпигиевы волоски бывают разветвлёнными или двуплечими. Плечи могут быть извилистыми, вильчатыми или образовывать прямую линию. Находиться волоски могут на листьях, стеблях и соцветиях растений.
Подобные образования характерны для растений из семейства Мальпигиевые (Malpighiaceae); встречаются также среди представителей семейства Капустные, или Крестоцветные (Brassicaceae) и др.
Термин происходит от наименования рода Malpighia, названного в честь итальянского биолога и врача Марчелло Мальпиги (итал. Marcello Malpighi, 1628—1694), одного из основателей микроспопической анатомии растений и животных.